# Cầu Quang Trung
Cầu Quang Trung là một cây cầu bắc qua sông Cần Thơ, nối liền hai quận Ninh Kiều và Cái Răng thuộc thành phố Cần Thơ, Việt Nam.

## Lịch sử
Cầu có chiều dài 481 m, gồm hai đơn nguyên nằm song song với nhau. Chiều rộng mặt cầu của cả hai đơn nguyên là 22 m, với quy mô 4 làn xe và 2 lề bộ hành. Ngoài ra, cầu còn có kết cấu vòm thép bố trí trong khoảng giữa 3 m giữa hai đơn nguyên theo chiều dọc cầu (gồm 5 nhịp vòm).

### Cầu Quang Trung đơn nguyên 1
Cầu Quang Trung đơn nguyên 1 được xây dựng từ năm 1995 và đưa vào sử dụng từ năm 2000. Cầu dài 316 m, mặt cầu rộng 11 m với hai làn xe. Ban đầu, cầu chỉ đóng vai trò kết nối cảng Cái Cui với trung tâm Cần Thơ. Sau khi cầu Cần Thơ và đường Nam Sông Hậu hoàn thành, cầu Quang Trung trở thành cửa ngõ thành phố, lưu lượng phương tiện qua cầu gia tăng nhanh chóng. Mặt cầu nhỏ hẹp nên thường xuyên bị quá tải vào giờ cao điểm và trở thành một điểm đen tai nạn giao thông trên địa bàn thành phố.

### Cầu Quang Trung đơn nguyên 2
Ngày 23 tháng 11 năm 2017, thành phố Cần Thơ khởi công xây dựng cầu Quang Trung đơn nguyên 2 nằm bên cạnh cầu cũ. Cầu Quang Trung mới và đường dẫn có tổng chiều dài 869 m. Trong đó, phần cầu chính được xây dựng vĩnh cửu bằng bê tông cốt thép và bê tông cốt thép dự ứng lực, dài 481 m, rộng 11 m, gồm 12 trụ, 2 mố, 13 nhịp. Cầu mới được thông xe vào ngày 18 tháng 1 năm 2020.
Sau khi cầu mới được đưa vào sử dụng, chính quyền đã cho đóng cầu Quang Trung cũ vào tháng 3 năm 2020 để sửa chữa và cải tạo. Cầu được kéo dài, bổ sung thêm 3 nhịp dẫn phía bờ Cái Răng và 2 nhịp dẫn phía bờ Ninh Kiều để đồng bộ về chiều dài với cầu đơn nguyên 2. Ngày 31 tháng 12 năm 2020, cầu Quang Trung đơn nguyên 1 được thông xe trở lại.
Công trình xây dựng cầu Quang Trung mới và cải tạo cầu cũ có tổng vốn đầu tư 219,9 tỉ đồng, từ nguồn vốn ODA của Ngân hàng thế giới.